# ستيفن فورنير
ستيفن فورنير هو سياسي كندي، ولد في 1852 في كندا، وتوفي في 1919.